# Залізна дивізія (Латвія)
Залізна дивізія (Dzelzsdivīzija) — добровільне військове з'єднання, укомплектоване в грудні 1918 в основному з військовослужбовців 8-ї німецької армії для боротьби з озброєними силами Латвійської РСР. Командиром був призначений полковник Куммер, потім майор Йозеф Бішоф. Девіз — «І все ж» (Und doch). Всі чини Залізної дивізії носили на головних уборах череп з кістками.
Брала участь в боях як проти сил Латвії, так і проти естонської армії і Північно-латвійської бригади у битві під Винну. У складі Західної добровольчої армії Бермондта-Авалова воювала проти латвійської армії. Після розгрому військ Бермондт-Авалова Залізна дивізія покинула територію Латвії та за наказом майора Бішофа була розпущена 31 грудня 1919.